# Koki Niwa
Koki Niwa (Japón, 10 de octubre de 1994) es un deportista japonés de tenis de mesa ganador de la medalla de oro en el campeonato del mundo júnior del año 2011 y de la medalla de plata en el concurso por equipos de Río 2016.

## Carrera deportiva
En el campeonato mundial júnior del año 2011 ganó la medalla de oro en la competición individual, venciendo en la final a Lin Gaoyuan.
En las Olimpiadas de Río de Janeiro 2016 ganó la plata en el concurso por equipos, tras China y por delante de Alemania, sus compañeros de equipo fueron: Jun Mizutani y Maharu Yoshimura.